# AlaRm
AlaRm – polski dramat psychologiczny z roku 2002, debiut reżysera Dariusza Gajewskiego, który jest jednocześnie autorem scenariusza tej produkcji powstałego na podstawie dramatu Helmuta Kraussera Skórzana maska. Reżyser otrzymał za ten film Wielki Jantar na festiwalu "Młodzi i Film" w Koszalinie w 2002 roku.

## O filmie
Akcja filmu toczy się w ciągu kilku godzin podczas jednej nocy. Głównymi bohaterami jest para młodych ludzi. On (Sławomir Grzymkowski) przygotowuje spektakl dla Niej (Elżbieta Komorowska). Gra w nim rolę zdeterminowanego bezwzględnego psychopaty. Sytuacja jednak szybko wymyka się spod kontroli, a widzów i słuchaczy przybywa. Zjawia się również wezwana przez sąsiadów policja.

## Obsada
- Sławomir Grzymkowski jako On
- Elżbieta Komorowska jako Ona
- Sławomir Orzechowski jako Sąsiad
- Lech Mackiewicz jako Negocjator
- Agnieszka Grochowska jako Sylwia, dziewczyna z ulicy
- Piotr Słota-Grabowski jako Snajper
- Monika Grochowska jako Koleżanka